# (8336) Šafařík
(8336) Šafařík est un astéroïde de la ceinture principale.

## Description
(8336) Šafařík est un astéroïde de la ceinture principale. Il fut découvert le 27 septembre 1984 à l'Observatoire Kleť par Antonín Mrkos. Il présente une orbite caractérisée par un demi-grand axe de 3,08 UA, une excentricité de 0,30 et une inclinaison de 6,1° par rapport à l'écliptique.

## Compléments